# Musée d'histoire de Séoul
Le musée d'histoire de Séoul (서울역사박물관) est un musée présentant l'histoire de Séoul depuis la période Joseon,. Il dépend de la municipalité de Séoul et a été ouvert le 21 mai 2002. Le musée comporte des expositions permanentes et accueille aussi des expositions temporaires. Il abrite également une bibliothèque et une section pour enfants. Il participe à des programmes d'éducation et des programmes culturels. Le musée se situe à côté du palais de Gyeonghuigung, dans le centre de Séoul.

## Collections
Le hall des expositions permanentes se divise en quatre sections. La première est consacrée à Séoul sous la dynastie Joseon (1392-1863). Elle expose notamment des peintures et des porcelaines. Cette section expose aussi divers aspects de la vie de tous les jours des habitants. La deuxième section présente divers objets et des photographies de Séoul pendant la période de l'Empire Daehan (1863-1910). La troisième section relate l'histoire de Séoul pendant la colonisation japonaise (1910-1945). Enfin, la dernière section est consacrée au développement de Séoul depuis 1945, en particulier à sa transformation de la ville dévastée qu'elle était après la guerre de Corée à la mégapole qu'elle est aujourd'hui. Les différentes sections comportent aussi des maquettes, en particulier une maquette de la Séoul d'aujourd'hui à l'échelle 1/1500,.

## Galerie

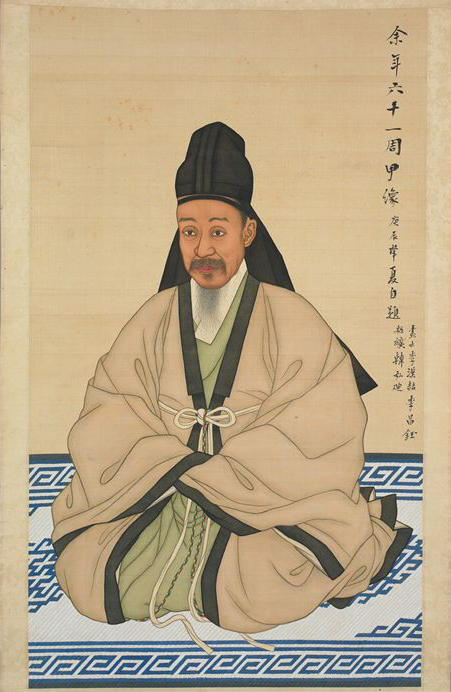
Portrait de Heungseon Daewongun.
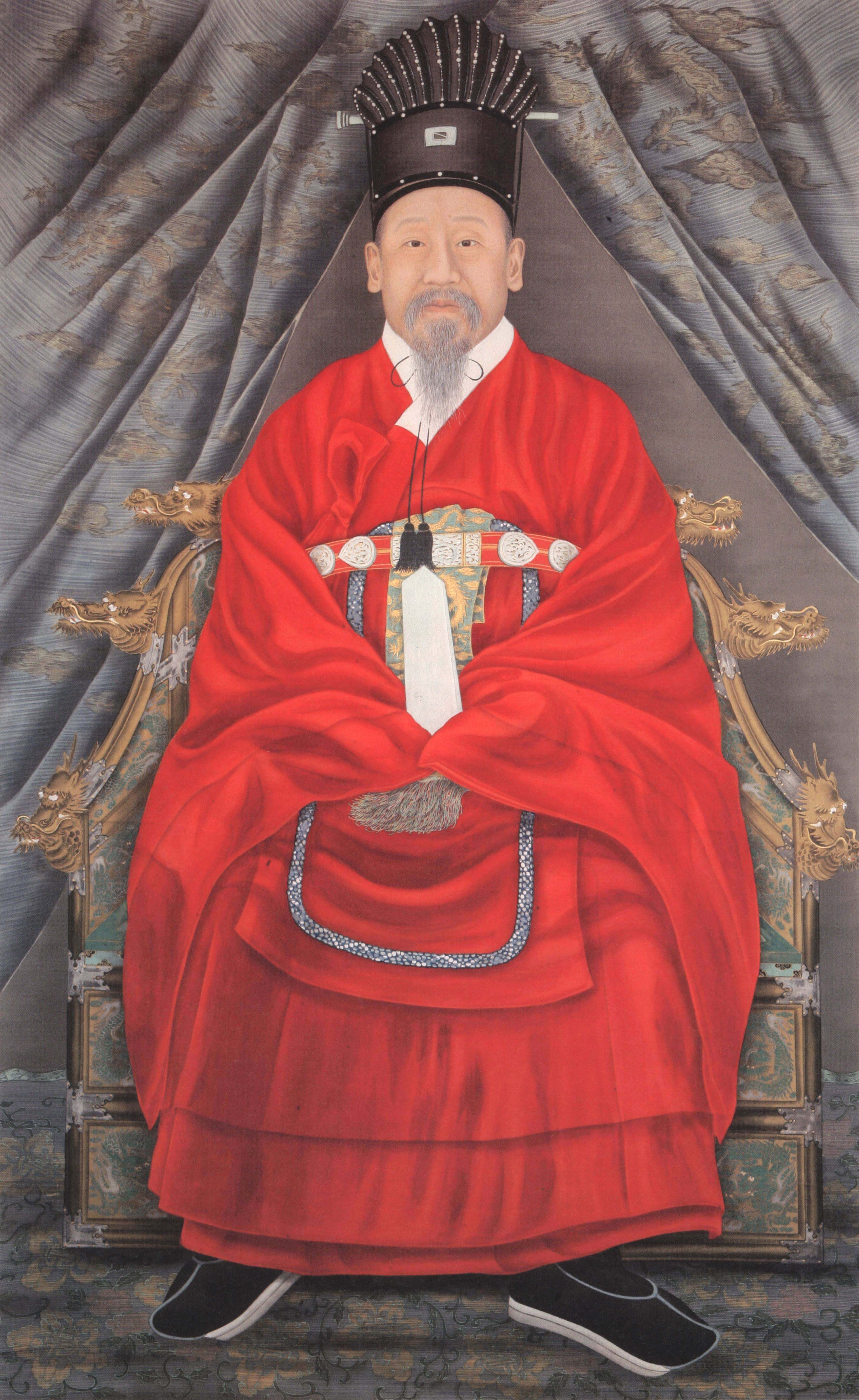
Portrait de l'empereur Gojong.